# Agência Nacional das Migrações (Suécia)
A Agência Nacional das Migrações (em sueco:  Migrationsverket) é uma agência governamental sueca, subordinada ao Ministério da Justiça.

Está vocacionada para gerir os assuntos relacionados com os estrangeiros na Suécia, com responsabilidade nos campos do asilo, permanência e domiciliação, assim como da aquisição de cidadania.

A sede da agência está localizada na cidade de Norrköping, havendo cerca de 40 agências locais espalhadas pelo país.

Em 2014, recebeu 81 000 pedidos de asilo, dos quais 31 000 foram concedidos.

Em 2015, recebeu 163 000 pedidos de asilo.